# أوغموندور كريستينسون
أوغموندور كريستينسون (بالآيسلندية: Ögmundur Kristinsson)‏ (و. 1989  م) هو لاعب كرة قدم، من آيسلندا، ولد في ريكيافيك، شارك في بطولة أمم أوروبا لكرة القدم 2016، يلعب كحارس مرمى.

## وصلات خارجية
- أوغموندور كريستينسون على موقع الاتحاد الدولي (مؤرشف)  (الإنجليزية)
- أوغموندور كريستينسون على موقع الاتحاد الأوربي (الإنجليزية)
- أوغموندور كريستينسون على موقع اتحاد السويد (السويدية)
- أوغموندور كريستينسون على موقع قاعدة بيانات كرة القدم.إي يو (الإنجليزية)
- أوغموندور كريستينسون على موقع ناشيونال فوتبول تيمز (الإنجليزية)
- أوغموندور كريستينسون على موقع Soccerway.com (الإنجليزية)
- أوغموندور كريستينسون على موقع عالم كرة القدم.نت (الإنجليزية)
- أوغموندور كريستينسون على موقع كووورة
- أوغموندور كريستينسون على موقع AS.com (الإسبانية)

 (بالإنجليزية)
- Profile at اتحاد آيسلندا لكرة القدم
- اللاعب أوغموندور كريستينسون على موقع كووورة.